# ریوم چان-جا
ریوم چان-جا (انگلیسی: Ryom Chun-ja؛ زادهٔ ۱۹ نوامبر ۱۹۴۲) بازیکن والیبال اهل کره شمالی بود.